# Huyện (Syria)
14 tỉnh của Syria (muhafazah) được chia ra thành 65 Huyện (mintaqah), bao gồm cả thành phố Damascus. Các huyện lại được chia ra thành 281 phó huyện (nahiya). Mỗi huyện có cùng tên với huyện ly.
Huyện và phó huyện được quản lý bởi các quan chức được thống đốc bổ nhiệm, mà phải được sự chấp thuận của Bộ trưởng Bộ Nội. Các quan chức này làm việc với Hội đồng huyện được dân bầu để tham dự giải quyết nhu cầu địa phương đủ loại và đóng vai trò trung gian giữa chính quyền trung ương và các lãnh đạo địa phương truyền thống, như Trưởng thôn, Tổ trưởng tộc và hội đồng của những người lớn tuổi.